# Die Jeffersons
Die Jeffersons (Originaltitel: The Jeffersons) ist eine US-amerikanische Sitcom, die von 1975 bis 1985 auf dem Sender CBS ausgestrahlt wurde. Die Serie kam auf insgesamt 253 Folgen in elf Staffeln. Es war eine der längsten und populärsten afroamerikanischen Serien im US-Fernsehen.

## Inhalt
George Jefferson ist erfolgreicher Besitzer einer profitablen Reinigung. Aufgrund des starken wirtschaftlichen Wachstums seiner Reinigung beschließt er, einen Umzug mit seiner Familie in eine bessere Gegend zu machen. Mit seiner Frau Louise und seinem Sohn Lionel zieht er in die vornehme Upper East Side von New York City. Dort erwarten ihn jedoch ganz neue Probleme des sozialen Alltags.

## Hintergrund
Die Jeffersons ist ein Ableger (sog. Spin-off) der sehr erfolgreichen US-amerikanischen Sitcom All in the Family, in der die Jeffersons eine Nachbarfamilie spielten. Produziert wurde die Serie von Norman Lear und auf CBS ausgestrahlt.

## Synchronisation
Die deutsche Synchronisation entstand unter der Dialogregie von Horst Müller im Auftrag der Rainer Brandt Filmproduktions GmbH, Berlin.
| Rolle                     | Darsteller                                            | Sprecher              |
| ------------------------- | ----------------------------------------------------- | --------------------- |
| George Jefferson          | Sherman Hemsley                                       | Friedrich G. Beckhaus |
| Louise „Weezie“ Jefferson | Isabel Sanford                                        | Beate Hasenau         |
| Helen Willis              | Roxie Roker                                           |                       |
| Tom Willis                | Franklin Cover                                        |                       |
| Marla Gibbs               | Florence Johnston                                     |                       |
| Harry Bentley             | Paul Benedict                                         |                       |
| Lionel Jefferson          | Damon Evans (Staffel 2–3)/Mike Evans (Staffel 1, 6–7) | Peter Flechtner       |
| Jenny Willis              | Berlinda Tolbert                                      |                       |
| Olivia „Mutter“ Jefferson | Zara Cully                                            |                       |
| Alan Willis               | Jay Hammer                                            |                       |

## Auszeichnungen
In den Jahren 1979 bis 1985 waren die Serie sowie deren Schauspieler mehrmals für den Emmy nominiert. Isabel Sanford gewann den Preis im Jahr 1981 als beste Hauptdarstellerin in einer Komödie. Sie war damit die erste afroamerikanische Frau, die einen Emmy bekam. Larry Harris erhielt 1983 einen Emmy für die herausragende Videobearbeitung einer Folge (Change of a Dollar).
Es gab insgesamt acht Nominierungen für den Golden Globe in den Jahren 1977 bis 1985, unter anderem in der Kategorie „Beste TV-Serie“.
Sherman Hemsley und Marla Gibbs gewannen 1982 den Image Award für die beste Darstellung eines Schauspielers in einer Serie.
Die Figur des George Jefferson wurde in der US-amerikanischen Fernsehzeitschrift TV Guide auf Platz 44 in der „Liste der 50 Größten TV-Väter aller Zeiten“ gewählt (Ausgabe vom 20. Juni 2004).

## Sonstiges
Die Serie wurde infolge eines Streits von CBS abrupt abgebrochen. Ein ordnungsgemäßes Serienfinale blieb aus. Die Darsteller wurden nicht darüber informiert; Hemsley selbst sagte, er habe von der Absetzung der Show aus der Zeitung erfahren.